# لیلا وادل
لیلا ایدا نِریسا باتهورست وادِل (به انگلیسی: Leila Ida Nerissa Bathurst Waddell) (۱۸۸۰ – ۱۴ سپتامبر ۱۹۳۲)، که به نام لیلا (به انگلیسی: Laylah) نیز شناخته می‌شود، دختر مهاجران ایرلندی به استرالیا، خانم و آقای دیوید وادل از باتهورست و راندویک، بود. یک نیمه مائوری و زیبایی دلربا بود که به بانوی سرخ جامه ی آلیستر کراولی معروف شده بود. وی چهره‌ای تاریخی و بنام در جادو و تلما می‌باشد.